# Wahlenbergia cartilaginea
Wahlenbergia cartilaginea là loài thực vật có hoa trong họ Hoa chuông. Loài này được Hook.f. miêu tả khoa học đầu tiên năm 1864.